# 오토 얀

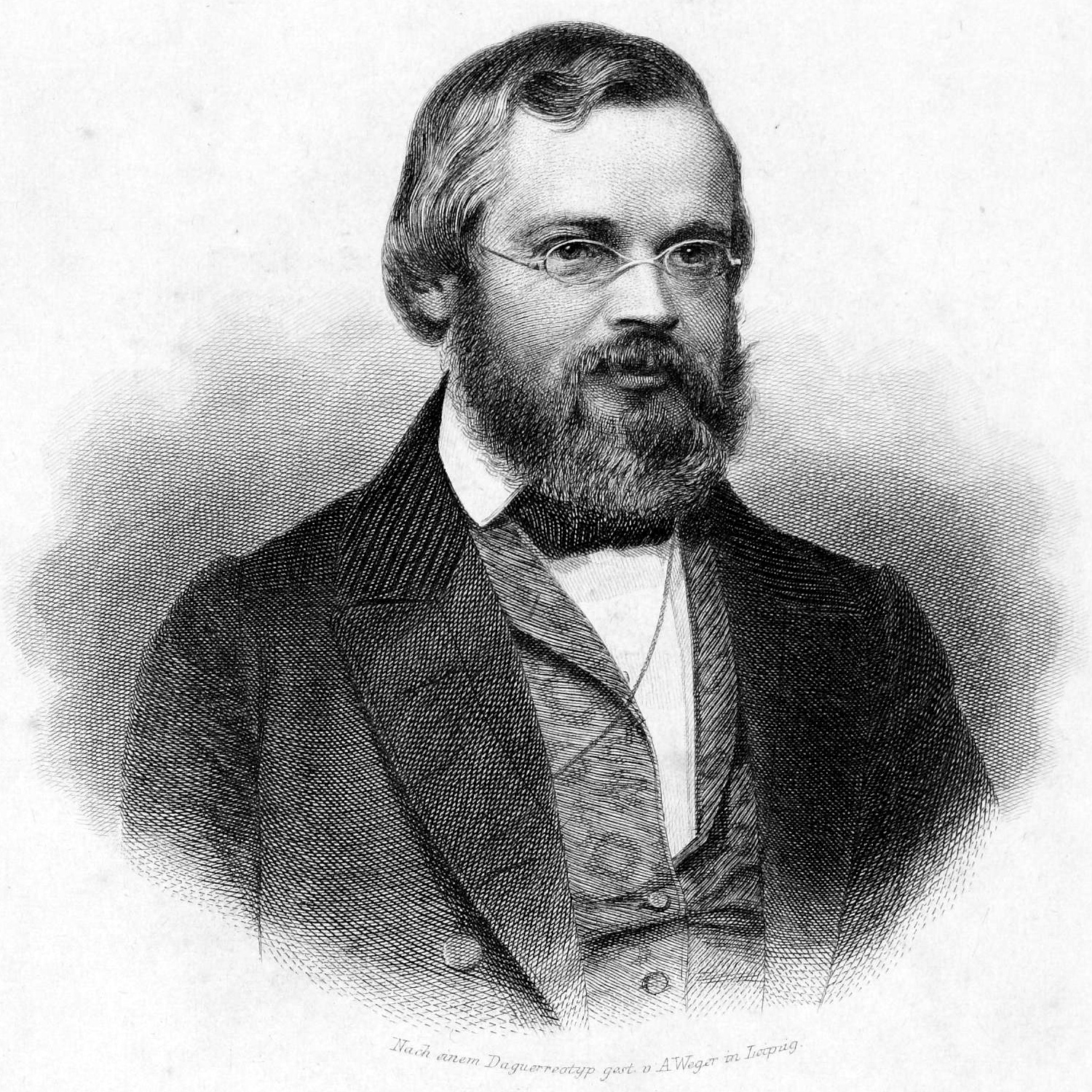
1850년대의 오토 얀

오토 얀(Otto Jahn, 1813년 6월 16일 ~ 1869년 9월 9일)은 독일의 고고학자, 문헌학자, 그리고 예술/음악 부문의 작가이다. 특히, 모차르트 전기를 쓴 사람이기도 하다.